# Fly E130
Fly E130 — мобильный телефон от компании Fly с поддержкой двух SIM-карт, нацеленный на нижний ценовой диапазон. Главной особенностью телефона, по утверждению тестировщиков, являются яркий дизайн, обусловленный комбинированием чёрных и жёлтых цветов на корпусе аппарата. Тем не менее, некоторые эксперты отметили, что телефон в целом провальный, так как на момент выпуска имел более сильных конкурентов